# Laura Anderson Barbata
Laura Anderson Barbata (Ciudad de México, 1958) es una artista multidisciplinaria autodidacta mexicana. Acuñó el concepto de «transcomunalidad» para definir un espacio en el que no existan fronteras geográficas y territoriales. 

## Biografía
Su infancia y adolescencia la vivió en Mazatlán. Es considerada pionera en el arte social entendiendo por ello propuestas artísticas en las que subyace el trabajo colaborativo y comunitario. Estudió escultura y grabado en la Escuela de Artes Visuales de la Universidad de Río de Janeiro, arquitectura en la Ciudad de México, y sociología en la Universidad de California en San Diego y arquitectura en la Universidad Motolinia de México. Fue profesora en la Escuela Nacional de Pintura, Escultura y Grabado "La Esmeralda" perteneciente al Instituto Nacional de Bellas Artes de México. Actualmente reside en Nueva York. 
La artista gesta el concepto de transcomunalidad incentivando la participación de  diversos agentes, haciendo alianzas, moverse libremente y colaboren entre ellos en la creación de obras artísticas. Su proyecto «Transcomunalidad: Intervenciones y colaboraciones con comunidades de zanqueros» iniciado en el año xx, es un reflejo de la construcción identitaria comunitaria en la que participan un grupo de zanqueros de las Antillas y México, miembros de las comunidades de artesanos y Anderson para trabajar en conjunto en disfraces y esculturas ponibles. Trabajo que le llevará diez años de elaboración y a través del cual se pretende reposicionar tradiciones ancestrales —en este caso de los zanqueros— en marcos nuevos de acción como el performance y acciones callejeras.

### Sus inicios
Sus primeras obras a mediados de los años ochenta están centradas en la pintura, dibujo y objetos trabajados con materiales textiles como tela e hilo desarrollando la metáfora del cuerpo y los sentidos. El interés de la artista está en mostrar en su obra el cruce entre cultura y naturaleza. Desde 1993 la artista trabaja en proyectos sociales en los que coloca en juego prácticas tradicionales en diálogo con el arte contemporáneo. Ejemplo de ello es el trabajo colaborativo que realizó con comunidades yanomami en la que el «trueque» y la reciprocidad es la base fundante, en donde la artista enseña a hacer papel y ellos construyen sus libros. A su vez, Anderson aprende el arte de hacer canoas. 
En el año 2004 realiza una residencia en Noruega, invitada por la Office of Contemporary (OCA). En aquella residencia se documenta respecto del caso de la artista sinaloense Julia Pastrana, cuyos restos se encuentran en un museo en Noruega. Anderson inicia el trabajo de repatriar sus restos a Sinaloa. México. Sus producciones artísticas han sido presentadas en diversas colecciones públicas y privadas, entre las cuales se encuentran el Museo de Arte de Nueva York, el Museo de Arte Moderno de la Ciudad de México, el Landesbank Baden-Württemberg, Stuttagart, Alemania y en el Museo del Textil de Oaxaca, México. Ha realizado a su vez, diversos proyectos colaborativos en el Amazonas, Trinidad y Tobago, Noruega, Estados Unidos, la selva Lacandona y por último en Oaxaca. En el año 2012 se publica el libro: Transcomunalidad, intervenciones y colaboraciones con comunidades de zanqueros en el que se expone el proyecto realizado por la artista en Trinidad y Tobago en colaboración con un grupo de zanqueros de África occidental de las Indias occidentales que viven en Brooklyn y con los zancudos de Zaachila de Oaxaca, México.

## Principales obras
- No tengo quien me ayude en casa, 1996[4]
- - No tengo quien me ayude en casa, 1996[4]
- - The Spirit of Carnival, 2003[5]